# Microplastic
Microplasticele sunt particule mici de plastic prezente în mediul înconjurător care au devenit o problemă majoră în special pentru mediul marin. Termenul  „microplastic”  a  început  să  fie  utilizat  după  descoperirea  și  recunoașterea amenințării  pe  care  o  constituie  fragmentele  de  plastic  asupra  mediului  înconjurător.  Descrierea inexactă a creat confuzie cu privire la dimensiunea reală a problemei cauzate de microplastice. Recent, acest termen a fost definit de mai mulți cercetători, în mod corespunzător. Atelierul Internațional de Cercetare privind apariția, efectele și evoluția microplasticelor, din septembrie 2008,  definește microplasticele  ca  fiind  particule  de  plastic  mai  mici  de  5  mm.  Definiția  nu include dimensiunea inferioară a microplasticelor, dar se presupune că variază între 5 mm și 333 μm,  aceasta  provenind  de  la  dimensiunea  ochiurilor  plaselor  neuston,  care  în  general,  sunt utilizate pentru prelevarea probelor.
Un studiu efectuat de niște cercetători de la Philosophical Transactions of the Royal Society, clasifică deșeurile din plastic în trei categorii: macroplastice (< 20 mm), mezoplastice (2 -  20 mm), și microplastice (>2 mm).  Alți cercetători au definit microplasticele ca fiind  particule greu vizibile care trec printr-o sită de 500 μm dar sunt reținute de o sită de 67 μm (cu diametrul de ~0.06  – 0.5 mm).

## Clasificarea microplasticelor
- Microplasticele primare sunt materialele  plastice  fabricate  să  fie  de  dimensiuni  microscopice.  Aceste  materiale  sunt  utilizate  de  obicei  pentru  fabricarea  produselor cosmetice, fiind raportate și cazuri în care au fost folosite în industria farmaceutică.  Microplasticele  primare  utilizate  în  produse  cosmetice  pentru  curățarea  tenului  sau  a mâinilor au înlocuit ingredientele naturale utilizate în mod tradițional, precum migdalele, fulgii de  ovăz  sau  piatra  ponce.  De  la brevetarea  microplasticelor  ca  ingrediente  pentru  produse cosmetice,  din  anul  1980  până  în  prezent,  utilizarea  acestora  a  crescut  în  mod  dramatic.  Microplasticele primare  sunt  de asemenea  utilizate  în  tehnologia  de  sablare  cu  aer.  Aceasta  implică  materiale plastice  precum  melamina  sau  microparticule  de  poliester,  utilizate  pentru  curățarea  diverselor utilaje, a motoarelor și bărcilor de rugină sau vopsele. Acestea sunt utlilizate în mod repetat până când dimensiunea lor se micșorează și puterea lor de tăiere se pierde, de multe ori ajungând să fie contaminate cu metale grele (cadmiu, plumb, crom).[4]

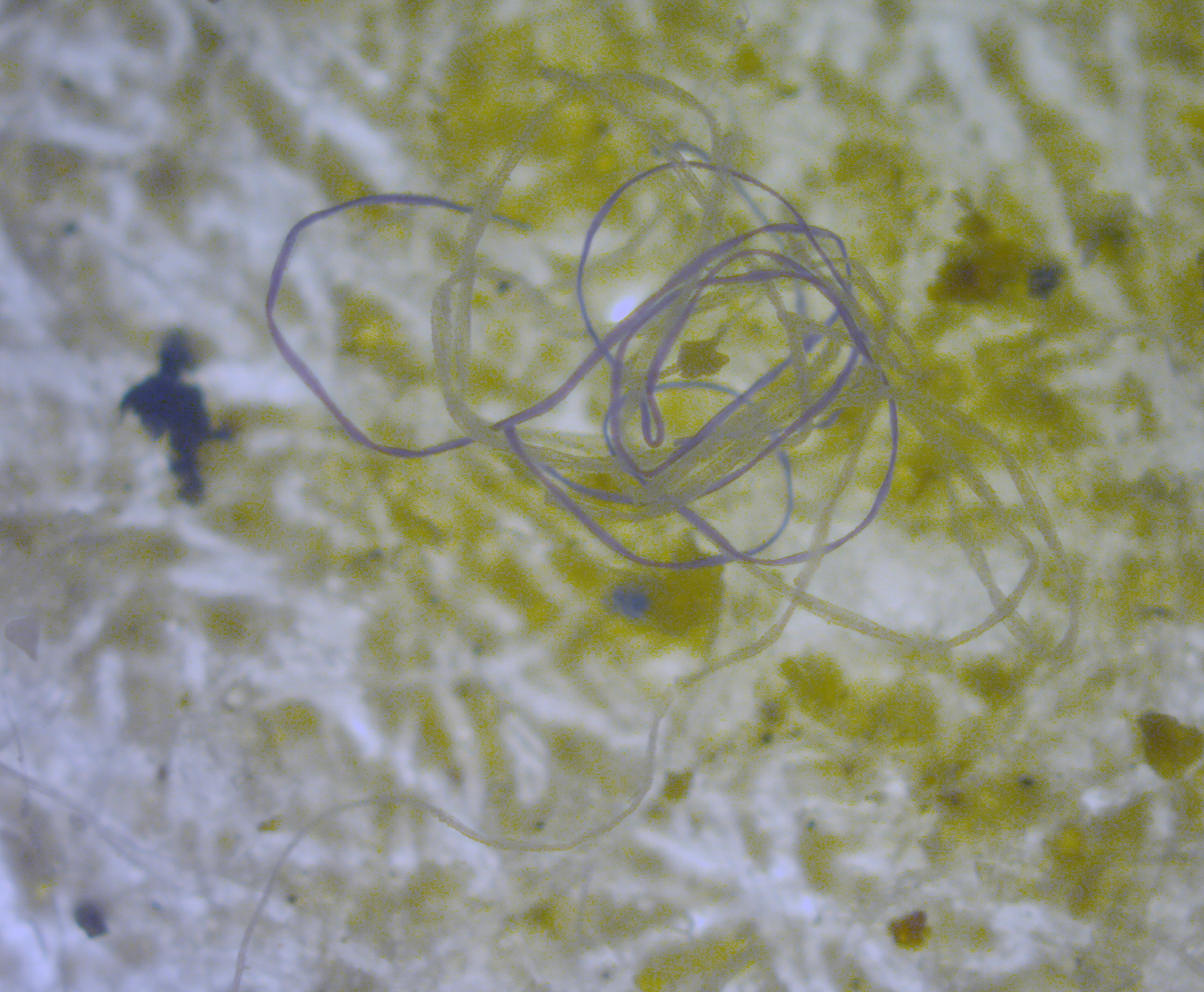
Microfibre de plastic identificate in mediul marin

- Microplasticele  secundare sunt  fragmente  mici  provenite  din  descompunerea  deșeurilor plastice  atât  în  mediul  marin  cât  și  în  cel  terestru.  De-a  lungul  timpului,  sub  acțiunea  unor procese mecanice,  fizice,  chimie  și  biologice,  se  reduce  integritatea  structurală  a  deșeurilor  din  material plastic,  având  loc  defragmentarea  acestora.  Microplasticele  pot  fi  degradate  în  continuare, ajungând la dimensiuni nanometrice, deși, cea  mai mică microparticulă de plastic identificată în mediul  marin  a  avut  diametrul  de  1,6  μm. [4]